# The Dish
Pour l’article ayant un titre homophone, voir Lantenne.
Pour plus de détails, voir Fiche technique et Distribution.
The Dish, ou L'Antenne au Québec, est un film australien réalisé par Rob Sitch, sorti en 2000.

## Synopsis
En 1969, l'Homme s'apprête à poser son premier pas sur la Lune. Le souffle coupé, le monde attend des images qui, pour des raisons techniques sont obtenues par le biais d'une antenne géante située dans un village du fin fond de l'Australie. Tout devait bien se passer, mais évidemment…

## Fiche technique
- Titre français et original : The Dish
- Titre québécois : L'Antenne
- Réalisation : Rob Sitch
- Scénario : Santo Cilauro, Tom Gleisner (en), Jane Kennedy, Rob Sitch
- Musique : Edmund Choi (de), Peter Sullivan
- Photographie : Graeme Wood
- Montage : Jill Bilcock
- Production : Santo Cilauro, Tom Gleisner (en), Michael Hirsh, Jane Kennedy (en) et Rob Sitch
- Sociétés de distribution : Roadshow Entertainment (Australie) ; Warner Bros. Entertainment (États-Unis). Et aussi: Distant Horizon et Working Dog.
- Pays de production :  Australie
- Langue originale : anglais
- Format : 35 mm (couleurs)
- Genre : comédie, historique
- Durée : 101 minutes
- Dates de sortie :
  - Canada : 15 septembre 2000 (Festival de Toronto)
  - Australie : 19 octobre 2000
  - États-Unis : 14 mars 2001 (sortie limitée) ; 4 mai 2001 (sortie nationale)
  - Belgique : 14 novembre 2001
  - France : 1er mai 2002

## Distribution
- Sam Neill : Cliff Buxton
- Kevin Harrington : Ross 'Mitch' Mitchell
- Tom Long (en) : Glenn Latham
- Patrick Warburton : Al Burnett
- Genevieve Mooy : May McIntyre
- Tayler Kane : Rudi Kellerman
- Bille Brown : le Premier ministre[1]
- Roy Billing (en) : Robert 'Bob' McIntyre, le maire
- Andrew S. Gilbert (en) : Len Purvis
- Lenka Kripac : Marie McIntyre
- Matthew Moore : Keith Morrison
- Eliza Szonert (en) : Janine Kellerman
- John McMartin : Howard, l'ambassadeur américain
- Carl Snell : Billy McIntyre
- Billy Mitchell : Cameron